# Henrik Sillem
Henrik Sillem (n. 12 august 1866, Amsterdam, Țările de Jos – d. 13 iulie 1907, Courmayeur, Valle d'Aosta, Italia) a fost un trăgător de tir ce a reprezentat Regatul Țărilor de Jos, medaliat olimpic. A participat la o ediție a Jocurilor Olimpice (1900) în care a câștigat o medalie de bronz.

## Participări
Lista de mai jos prezintă principalele competiții la care a participat Henrik Sillem de-a lungul carierei.
- shooting at the 1900 Summer Olympics – men's 50 metre team pistol[*]